# Lindsta, Uppsala kommun
Lindsta är en bebyggelse norr om Bredsjön i Järlåsa socken i Uppsala kommun. Från 2015 avgränsar SCB här en småort.